# Srpsko nacionalno vijeće
Srpsko nacionalno veće (SNV) bio je zakonodavno i izvršno tijelo prije osnivanja Izvršnog vijeća SAO Krajine i Skupštine SAO u SAO Krajine.

## Povijest
Nakon formiranja Zajednica opština sjeverne Dalmacije i Like u Srbu 25. srpnja 1990. godine i plebiscitnog usvajanja Deklaracije o suverenosti i autonomiji srpskog naroda, 30. rujna 1990. godine osniva se Srpsko nacionalno vijeće kao naviše zakonodavno i upravno tijelo pobunjenih općina. Srpsko nacionalno vijeće 21. prosinca 1990. godine proglašava Srpsku autonomnu oblast Krajina - SAO Krajina, a tada najviše tijelo postaje Izvršno vijeće SAO Krajine dok novo zakonodavno tijelo postaje Skupština SAO Krajine.
U Zapadnoj Hrvatskoj pobunjeni Srbi u siječnju 1991. godine osnivaju Srpsko nacionalno vijeće Slavonije, Baranje i zapadnog Srijema. U kolovozu 1991. godine proglašena je SAO Zapadna Slavonija. U novoj SAO Zapadnoj Slavoniji izvršno dio vlasti čini Oblasno vijeće, a zakonodavno tijelo je Narodna skupština.